# Fara (hérule)
Pour les articles homonymes, voir Fara.
Fara, Faras, Phara ou encore Pharas, est un officier barbare au service de l'Empire byzantin, dans la première moitié du VIe siècle.

## Biographie
Fara est un Hérule qui participe à la tentative byzantine de reconquête de l'ancien Empire romain d'Occident sur les « Barbares », organisés en royaumes plus ou moins puissants. Il se signale d'abord en Orient contre les Perses, à la tête d'une troupe de mercenaires hérules, et participe notamment à la bataille de Dara (530). En 533, Fara est en Afrique du Nord où il participe, sous les ordres du général Bélisaire, à la guerre victorieuse menée par Byzance contre les Vandales du roi Gélimer. Lors de cette guerre, il commande une unité de 400 fantassins hérules, assiège Gélimer, retranché sur le mont Pappua, près d'Hippone, et l'encourage à se rendre aux Byzantins (534).
Il participe peut-être également à partir de 535 à la longue guerre de reconquête byzantine de l'Italie sur les Ostrogoths, mais c'est incertain.
L'historien byzantin Procope de Césarée dira à propos de Fara : « [il] était actif, vigilant et, quoique Hérule de nation, fidèle et vertueux. Je le remarque, parce que c'est une chose bien rare de trouver un Hérule qui ne soit ni ivrogne, ni perfide, ni entaché de vice. Fara n'en est que plus digne de louanges, puisque tous les Hérules qui servaient sous ses ordres suivaient son exemple ».

## Source primaire
- Procope de Césarée, Guerres de Justinien, « Guerre des Vandales ».